# Орбан, Виктор
Ви́ктор Ми́хай О́рбан (венг. Orbán Viktor Mihály; род. 31 мая 1963, Секешфехервар, Венгерская Народная Республика) — венгерский государственный и политический деятель. Премьер-министр Венгрии с 1998 по 2002 год и с 2010 года. Лидер партии «Фидес — Венгерский гражданский союз».

## Образование и семья
После окончания средней школы и военной службы (1981—1982) поступил на юридический факультет Будапештского университета. В 1987 году окончил его и в течение двух лет работал социологом в институте при министерстве сельского хозяйства и пищевой промышленности. В 1989 году получил стипендию Фонда Сороса и стажировался в течение года в Пембрук-колледже Оксфорда.
Жена — Анико Леваи (род. 15 августа 1963 года) — юрист. В семье пятеро детей: Рахель, Гашпар, Шара, Роза, Флора.

## Политическая деятельность
Недавний секретарь комсомольской организации школы, Орбан был одним из учредителей партии «Фидес», созданной в 1988 году. Получил общенациональную известность после выступления 16 июня 1989 года на церемонии перезахоронения Имре Надя и других политических деятелей Венгрии, казнённых в 1958 году. В своей речи потребовал проведения свободных выборов и вывода советских войск из страны.
В 1990 году на первых в посткоммунистической Венгрии выборах Орбан был избран депутатом парламента (вновь избирался в 1994, 1998, 2002, 2006 годах). В 1990 году стал лидером «Фидес», который под его руководством был превращён из либеральной организации (и члена Либерального Интернационала) в правоконсервативную партию. С 1995 года партия Орбана официально называется Fidesz-MPP (Союз молодых демократов — Венгерская гражданская партия). С 2002 года Орбан, наряду с руководством «Фидес», является вице-председателем Европейской народной партии (объединения консервативных партий Европарламента).
В 1998 году после победы «Фидес» на парламентских выборах (44 % голосов) сформировал правоцентристское правительство. В 35 лет стал самым молодым премьер-министром в современной Венгрии (и вторым в XX веке — моложе его был лишь Андраш Хегедюш, возглавлявший правительство в 1955—56 годах). Выступал за снижение налогов и социальных взносов, борьбу с безработицей и инфляцией. В период работы его правительства инфляция снизилась с 10 % в 1999 году до 7,8 % в 2001 году (в 1998 году составляла 15 %). Дефицит бюджета сократился с 3,9 % в 1999 году до 3,4 % в 2001 году. Экономический рост составил 4,4 % в 1999 году, 5,2 % в 2000 году, и 3,8 % в 2001 году. Была отменена плата за обучение в университетах, восстановлены универсальные льготы для матерей.
Орбан выступал сторонником германской модели управления, предусматривающей ведущую роль премьер-министра в системе власти. Он усилил роль канцелярии премьер-министра, провёл радикальную реформу госаппарата, приведшую, в частности, к созданию суперминистерства экономики. Стремление Орбана к снижению влияния парламента на политические процессы при усилении личного влияния вызвало резкую критику со стороны оппозиции, обвинявшей его в авторитарных тенденциях и стремлении оказывать влияние на СМИ. В период премьерства Орбана Венгрия вместе с Польшей и Чехией в 1999 году была официально принята в НАТО.
На выборах 2002 года партия Орбана потерпела поражение, и он ушёл в отставку. «Фидес» требовала пересчёта голосов. Центризбирком отверг это требование. Однако международные наблюдатели высказали единственное серьёзное замечание по поводу избирательной кампании: государственное телевидение было ангажировано в пользу самой «Фидес». В то же время левая и либеральная пресса постоянно подвергали Орбана жёсткой критике.
На выборах 2006 года Орбан вновь возглавлял «Фидес», а затем выступал основной фигурой оппозиции правительству социал-либеральной коалиции. По мнению экспертов, в своей политической деятельности он стремится сочетать консервативную идеологию и популистскую практику.
В 2009 году Орбан в одном из выступлений перед этническими венграми, живущими в Словакии, назвал их «государственнообразующей общностью» Венгрии, чем вызвал озабоченность и опасения в словацком руководстве.
На выборах 2010 года Орбан осознал свои ошибки 1998—2002 годах. После одержанной победы его партии Фидес на парламентских выборах 2010 года, в мае Орбан вновь был назначен премьер-министром. Правом голоса теперь были наделены все этнические венгры, даже те, кто в Венгрии никогда не проживал. Количество избирательных округов было сокращено со 176 до 106, в том числе были объединены «левые» округа с округами, где всегда держались «Фидес» и «Йоббик». Его партия сохранила абсолютное большинство в парламенте, свои позиции закрепили и социалисты, а рейтинг «Йоббик» стремительно возрос. В связи с принятием новой конституции численность депутатов в парламенте снизилась с 386 до 199.
Официальное название государства было изменено с «Венгерской республики» на просто «Венгрия». Смена названия имела цель включения в венгерское сообщество не только граждан страны, но и венгров, проживающих за её пределами. Началась клерикализация страны — в конституцию внесли положение, что народ Венгрии объединяют Бог и христианство. Это стало предпосылкой для законодательного запрета абортов и однополых браков. За принятие законопроекта проголосовали все присутствовавшие, кроме партии «Йоббик» (та в целом поддержала Орбана, однако посчитали запрет абортов слишком жёстким решением, выступая за аборты в крайне редких случаях вроде изнасилования) — оппозиционные социалисты покинули здание парламента в знак протеста.
Теперь для вступления страны в зону евро требуется одобрение 2/3 депутатов парламента (кстати, эти две трети составляет «Фидес»). Такие радикальные преобразования, конечно, вызвали критику со стороны Евросоюза. В то же время «Фидес» перенял идеи «Йоббика», не вступая с членами этой партии в коалицию и частично забрав её электорат к себе. 4 июня было объявлено «Днём национального единства» в память Трианонского договора, заключённого в 1920 году после Первой мировой войны, когда Венгрия потеряла бо́льшую часть своей территории. После этого значительная часть венгров проживает в Румынии, Сербии, Словакии. Были также снесены памятники коммунистическим лидерам, на месте которых были установлены памятники Миклошу Хорти, во время правления которого Венгрия была союзницей нацистской Германии во Второй мировой войне. Также был внесён ряд ограничений на деятельность журналистов, работающих в традиционных СМИ — от них теперь требуется разделять идеи венгерской идентичности и венгерской общности. Правительству Орбана также удалось принять ряд законов, сильно усложняющих жизнь цыганского меньшинства. Теперь гражданину любой национальности для получения социальных выплат необходимо допустить инспекцию места жительства и доказательства рода занятости (хотя бы волонтёрской деятельности). Было разрешено использование огнестрельного оружия для самозащиты, что усилило неформальные милитаристские организации, зачастую придерживающиеся ярко выраженной антицыганской направленности. Наконец, последней значимой мерой в реформах стали изменения уголовного законодательства, списанного с американского. Теперь после третьего правонарушения к гражданину применяются максимально допустимые границы наказания по его статье и тюремное заключение, вне зависимости от тяжести преступления. В результате прошедших парламентских выборов в апреле 2014 года он остался на должности премьер-министра страны.
В 2013 году Орбан выступал на третьем конгрессе венгерских диаспор и заявил: «Возможно, нам придётся построить новые экономическую и социальную системы, а также культурную модель, отличную от современной европейской».
Весной 2014 года выступил с обращением к украинской власти с требованием предоставить этническим венграм, живущим в Закарпатье, автономию. Несмотря на частые обвинения со стороны Брюсселя в «излишней лояльности» Москве, неоднократно заявлял о поддержке территориальной целостности Украины и одобрил стремление к вступлению Украины в ЕС, при этом добавив, что для этого Украине надо стать стабильным государством и иметь полный контроль над границами.
Парламент Венгрии 30 марта 2020 года поддержал расширение полномочий правительства Орбана на неопределённый срок в связи с пандемией COVID-19. В стране не могут быть проведены досрочные выборы, власти получили право приостановить действие некоторых законов. Решение подвергли критике Совет Европы, ООН и Европейский парламент.
24 мая 2022 года Орбан объявил о введении в стране режима чрезвычайного положения из-за войны на Украине. «Мы видим, что война и санкции Брюсселя привели к огромным экономическим потрясениям и резкому росту цен. Мир находится на грани экономического кризиса» — заявил премьер-министр. По его словам, эта мера даст возможность незамедлительно реагировать на последствия событий на Украине, подчеркнув, что война на Украине угрожает энергетической и финансовой безопасности Венгрии.

### «Миссия мира»
1 июля 2024 года к Венгрии перешло председательство в Совете Европейского союза. 2 июля Виктор Орбан посетил Киев, где провел встречу с действующим президентом Владимиром Зеленским, которому предложил прекратить огонь и вести переговоры с РФ; предложение не было принято.
5 июля в рамках «миссии мира» с необъявленным визитом посетил Москву и провёл переговоры с Владимиром Путиным, что явилось первой такой встречей с Путиным какого-либо лидера Европейского союза с 2022 года и вызвала недовольство в среде бюрократической верхушки ЕС. Со стороны России в переговорах также участвовали помощники президента РФ Владимир Мединский, Юрий Ушаков и глава МИД Сергей Лавров; с венгерской стороны — Петер Сийярто. На открытой части встречи Владимир Путин попросил венгерского премьера ознакомить его с позицией Венгрии и ЕС по ситуации на Украине, а также отметил, что ознакомит Орбана с деталями предложений Москвы по мирному урегулированию украинского конфликта. Орбан заявил, что «скоро Венгрия станет единственной, видимо, страной в Европе, которая сможет говорить со всеми [сторонами конфликта]», и поблагодарил за «честный» разговор. Помимо этого, Орбан отметил, что позиции Киева и Москвы очень далеки друг от друга и нужно сделать очень много шагов для того, чтобы приблизиться к завершению конфликта. Представитель Еврокомиссии Эрик Маммер заявил, что визит Орбана в Москву «подрывает единство» ЕС.
Продолжая «мирную миссию», Виктор Орбан 8 июля прибыл в Пекин для встречи с Председателем КНР Си Цзиньпином, посетившим двумя месяцами ранее Венгрию. В Пекине Орбан заявил, что для венгров важно, чтобы Китай способствовал миру во всём мире, и что он ценит мирную инициативу Китая «в соседней с Венгрией стране». Он добавил, что были заключены серьёзные соглашения, но, что ещё важнее, была установлена дружба между двумя народами на многие поколения. Си Цзиньпин призвал международное сообщество создать условия и оказать поддержку для возобновления прямого диалога и переговоров между двумя сторонами, заявив, что только если все основные страны будут вкладывать позитивную, а не негативную энергию, прекращение огня в этом конфликте может наступить как можно скорее.

## Взгляды и характеристика правления
Отдельные исследователи характеризуют режим Орбана как бонапартистский. Согласно оценке политолога Балинта Мадьяра, Орбан и партия «Фидес» с 2010 года построили в Венгрии «мафиозное государство», где вся полнота власти принадлежит группе, связанной с партией и лично с Орбаном.

В 2008 году Орбан осудил военное вторжение России в Грузию, призывал как можно скорее принять в НАТО Грузию и Украину.

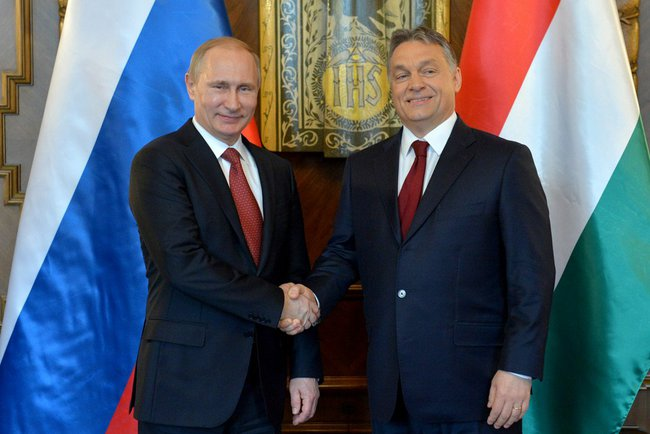
Виктор Орбан и Владимир Путин,
17 февраля 2015 года

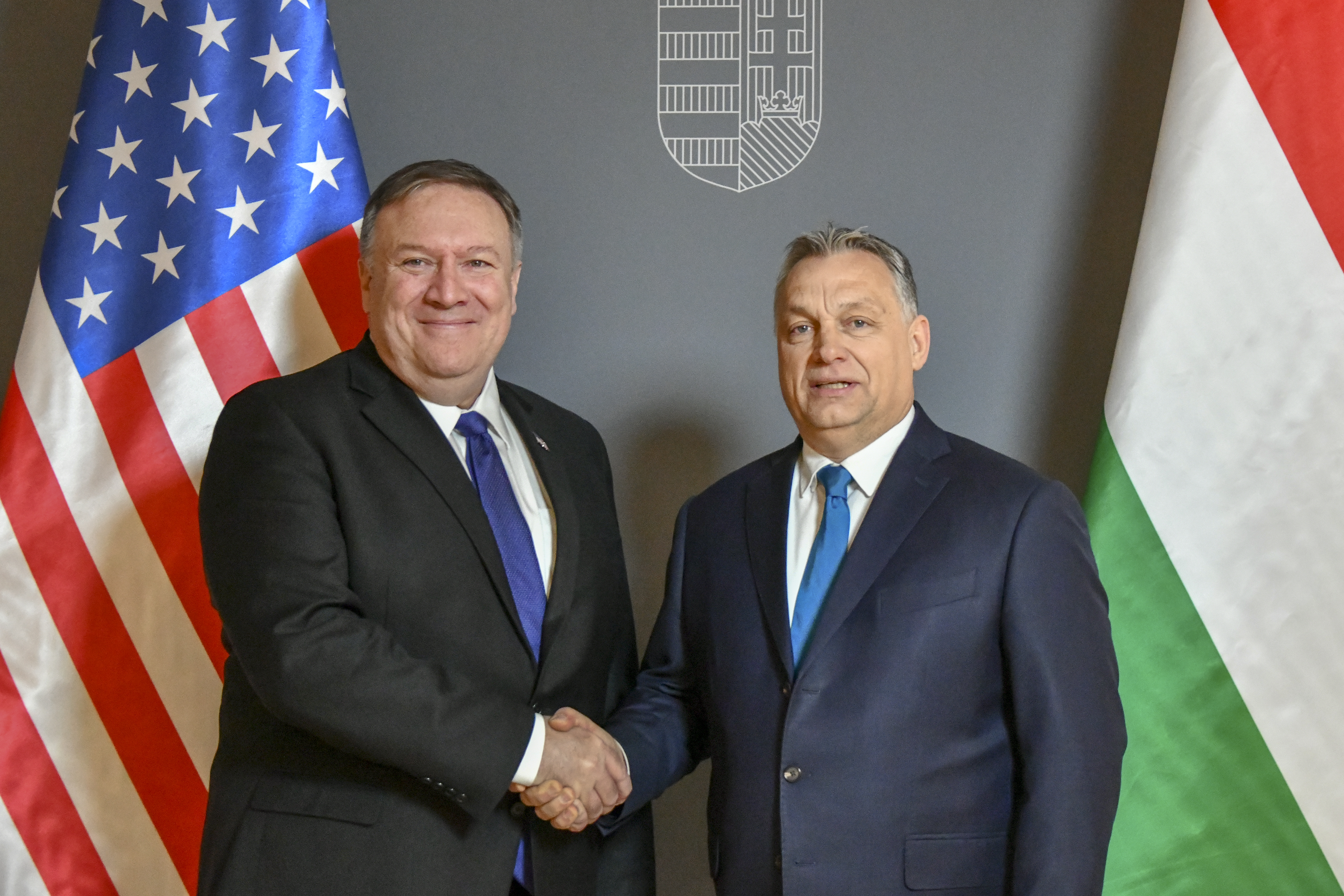
Майк Помпео и Виктор Орбан,
11 февраля 2019 года

Выступает против санкций, введённых США и ЕС против России весной 2014 года. Негативно отнёсся к закрытию проекта «Южный поток». В то же время неоднократно заявлял, что не поддерживает аннексию Крыма. Постоянно продлевает санкции, введённые против России весной 2014 года ЕС и США из-за аннексии Крыма и обвинения России в войне на востоке Украины. 15 декабря 2018 года на ассамблее ЕС на фоне керченского инцидента и пятой годовщины Майдана все 28 стран ЕС на уровне глав государств и правительств, включая Орбана, заявили о солидарности с Украиной и назвали действия России недопустимыми.
В конце января 2019 года в ответ на требование США занять более жёсткую позицию по отношению к России и Китаю Виктор Орбан выступил против давления, ответив, что Венгрия стремится к тому, чтобы занимать более нейтральную позицию, что стране выгодно вести бизнес с Россией.
В январе 2022 года поддержал действия по решению президента Казахстана Касым-Жомарта Токаева запросить ввод войск ОДКБ.
Орбан — противник нелегальной миграции. Он считает, что иммиграцию в Европу из неевропейских стран необходимо контролировать и распределять иммигрантов по категориям. К части беженцев он относится с опасением и является сторонником введения квот для иммигрантов со стороны самой Венгрии, но не со стороны ЕС. Причиной этому стало транзитное положение Венгрии, откуда из лагеря беженцев в Дебрецене переправляются в Западную Европу недокументированные иммигранты, в основном из Афганистана, Ирака и Сирии.
23 июля 2022 года заявил, после российского вторжения на Украину, что Евросоюзу нужна новая стратегия в отношении войны на Украине, поскольку санкции против Москвы не сработали, но при этом правительства в Европе рушатся «как костяшки домино», а цены на энергоносители резко выросли.
На конгрессе участников Международного объединения христианских демократов Орбан поддержал Украину и назвал Россию угрозой для Европы, заявив: «Европа едина в своих целях. Самое главное, чтобы Россия не представляла угрозы безопасности Европы, а для этого нам нужна суверенная Украина».
В августе 2023 года Виктор Орбан призвал НАТО не принимать Украину в альянс, отказаться от требований по возращению ей Крыма, а также прекратить её военную поддержку. По его мнению, такая сделка между Западом и Москвой сможет прекратить боевые действия, после чего США и союзники получат возможность предоставить Киеву гарантии безопасности, выработанные вместе с РФ.

## Хобби
Основным увлечением Виктора Орбана является футбол. Одновременно с политической деятельностью он играл в клубе третьего футбольного дивизиона «Фельчут» (Felcsút FC). В 2001 году из-за его футбольных тренировок в рамках подготовки к национальному чемпионату еженедельное заседание венгерского правительства было перенесено со вторника на пятницу. Кроме того, Орбан является одним из главных спонсоров своего клуба, а в 2004 году политик заменял его тренера.

## Награды
- Большой крест ордена Заслуг (Венгрия, 2001)
- Большой крест ордена Заслуг (Франция, 2001)[30][31]
- Большой крест ордена Святого Григория Великого (Ватикан, 2004)[32]
- Гранд-офицер ордена Великого князя Литовского Гядиминаса (Литва, 2009)[33]
- Орден «8 сентября» (Македония, 2013)[34]
- Золотой орден «Друг Азербайджан» (журнал «Мой Азербайджан», 2022) — за заслуги в укреплении и развитии братских двусторонних отношений между Венгрией и Азербайджаном[35]
- Орден Святого Саввы 1-й степени (Сербская православная церковь, 2022)[36]
- Медаль Святого креста (Армянская католическая церковь, 2022)[37]
- Орден Славы и чести 1-й степени (Русская православная церковь, 2023)[38]
- Орден «Достык» I степени (Казахстан, 2023)[39]
- Орден Республики Сербской на цепи (Республика Сербская, Босния и Герцеговина, 2024)[40]
- Высший орден Тюркского мира (Организация тюркских государств, 2024)[41]